# Solarussa
Solarussa (Sabarussa in sardo) è un comune italiano di 2 219 abitanti della provincia di Oristano in Sardegna. Si trova nel Campidano di Oristano.

## Geografia fisica

### Territorio
Il territorio di Solarussa, prevalentemente collinare, è reso fertile dai depositi ricchi di humus, lasciati nel corso dei millenni per uno spessore di circa due metri dal fiume Tirso, il maggiore dell'isola, che scorre piegando in una grande ansa a pochi chilometri dal paese.
Il centro abitato si trova nella zona di transizione tra la parte settentrionale della pianura del Campidano e l'Altopiano di Abbasanta. La sua popolazione è di 2 400 abitanti e comprende il centro abitato principale e la sua frazione Pardu Nou, a 4,5 km circa. La superficie del territorio comunale è di 31,89 km².
La casa comunale si trova a 20 metri sul livello del mare. Il range di altitudine della giurisdizione va da 12 a 172 metri per un'escursione complessiva di 160 metri. Secondo la classificazione sismica il centro abitato si trova in zona a rischio sismico irrilevante.
I comuni confinanti sono Bauladu, Paulilatino, Simaxis, Zerfaliu, Siamaggiore, Tramatza. Solarussa dista 13 km dal capoluogo di provincia, Oristano e 109 dal capoluogo di regione, Cagliari.

### Clima
Il clima è temperato caldo, influenzato dal mare oltre che dalla sua posizione geografica. I mesi più freddi sono solitamente dicembre - febbraio, i più caldi luglio - agosto.

Le precipitazioni sono scarse. Piove prevalentemente in autunno e primavera, meno in inverno e raramente in estate. La classificazione climatica classifica Solarussa in zona C.

## Origini del nome
Le origini del toponimo "Solarussa" seguono due strade.
La prima fa derivare il toponimo dal colore del suolo delle sue campagne. Esso compare per la prima volta intorno al 1200 nel condaghe di Bonarcado, un registro delle tasse ecclesiastiche, così come è scritto oggi insieme ad altri nomi dati al paese quali: Solagrussa, Solarusa.
Nel registro delle decime della Santa Sede del XIV secolo il toponimo compare in Solarosa, Solarossa, Salarussa e, infine, sul finire del XVIII secolo divenne Solarossa. A conferma è da evidenziare che, proprio nelle campagne del centro abitato si trova una località detta ancora oggi "Terra Arrubia" - Terra rossa -, che si ritiene abbia dato origine al toponimo del villaggio sin dall'antichità per la sua colorazione dovuta alla forte fertilità del suo suolo.
L'origine del toponimo è di chiara origine latina dato che "Solum Russus" o "Russeus", suolo rosso o rossiccio, viene menzionato da vari autori latini.
La seconda origine attribuita al toponimo lo fa derivare da: Zeppara-Sebara-Zeppara Grussa-Solarussa.
Secondo diversi linguisti sardi è un appellativo di origine preromana che significa collina molto sassosa. Secondo alcuni studiosi Zeppara, pur essendo caduto in disuso come appellativo comune, è rimasto invece ad indicare varie località della Sardegna.
A questo punto la versione di Zeppara Grussa, dovrebbe dimostrare che il nome di Solarussa deriva dalla collina molto sassosa su cui è sorto il paese. Dando uno sguardo alla topografia del paese ci si rende conto che anche questa versione del toponimo potrebbe avere l'origine giusta.

## Storia

### Preistoria e storia antica
I primi insediamenti umani nel territorio di Solarussa hanno origini preistoriche, come dimostrano i numerosi resti nuragici presenti nel territorio. Uno di questi é posto in un punto elevato, sulla collinetta dove sorge attualmente la chiesa rurale di San Gregorio e vicino alla palude, che fino al 1936 affiancava il centro abitato.
Come per molti altri siti nuragici dell'Oristanese, anche per quelli nel territorio di Solarussa ebbe importanza l'utilizzo dell'ossidiana proveniente dal non lontano monte Arci.
Successivamente come nel resto della zona, in pieno periodo nuragico fecero la loro comparsa i Fenici attorno all'800 a.C. che spingendosi nell'interno lungo il fiume cui, secondo Tolomeo diedero il nome di Tihium (forse Tirsum).
Entro il VI secolo a.C. i Cartaginesi avevano ampiamente occupato un'ampia zona il cui cuore era il corso del Tirso, dalla sua foce fin ben oltre Solarussa verso l'interno dell'Isola.
Sempre in prossimità dell'attuale chiesa di San Gregorio, in zona chiamata Putz'e Angius, in epoca successiva i Romani stabilirono un mansio, ovvero una stazione di sosta di cui sono ancora visibili alcune rovine e un pozzo, ritenuto anch'esso di epoca romana. La stazione di sosta era posta sulla via che passando per Solarussa congiungeva Tharros a Macopsissa, l'attuale Macomer e che da qui raggiungeva anche Forum Traiani, l'attuale Fordongianus.
Questa arteria di collegamento, chiamata Via Maxima in era romana e Sa ia Majore, in sardo dell'epoca giudicale, è anche all'origine dei toponimi di due paesi limitrofi, Massama e Siamaggiore. A testimonianza della presenza romana si possono annoverare pochi resti di alcune domus e frammenti di ceramiche dell'epoca in località Cuccuru Madau.
Oltre alle pratiche vinicole e cantiniere che si sono tramandate da epoca romana a oggi e la cui testimonianza migliore sta nella produzione della Vernaccia di cui Solarussa detiene diversi primati, fino alla metà del secolo scorso era praticata la produzione artigianale di mattoni pieni e tegole. Le zone in cui si producevano i laterizi era Banzus, Nurughiddu e Co'e Forru, località a sud del villaggio che era, secondo antichi documenti, ai confini col villaggio di Bidda longa o Villalonga, villaggio tra Solarussa e Siamaggiore distrutto dalla peste nel XIV secolo e di cui si sono perse le tracce nei secoli seguenti, ma che è tuttavia citato nel Condaghe di Santa Maria di Bonarcado.

### Storia medievale
Nel IX secolo in Sardegna si formarono governi autonomi retti da giudici e chiamati giudicati. Solarussa viene così a trovarsi sotto l'influenza del giudicato di Arborea avente sede nella vicina Oristano e conglobato nella curatoria del Campidano Maggiore.
Nel XII secolo un'epidemia di peste colpì molti paesi della zona e decimò la popolazione.
Nel 1355 una delegazione di Solarussesi che assieme a molti paesi vicini aveva preso parte alla guerra del giudicato d'Arborea contro gli Aragonesi è tra coloro che firmano la pace di Sanluri, che garantirà un periodo di pace. Nel 1378 una nuova epidemia di peste colpisce la zona terrorizzando e decimando la popolazione per diversi anni.
L'11 gennaio 1388 a Solarussa è sottoscritto l'accordo di pace tra Eleonora d'Arborea e Pietro IV d'Aragona.

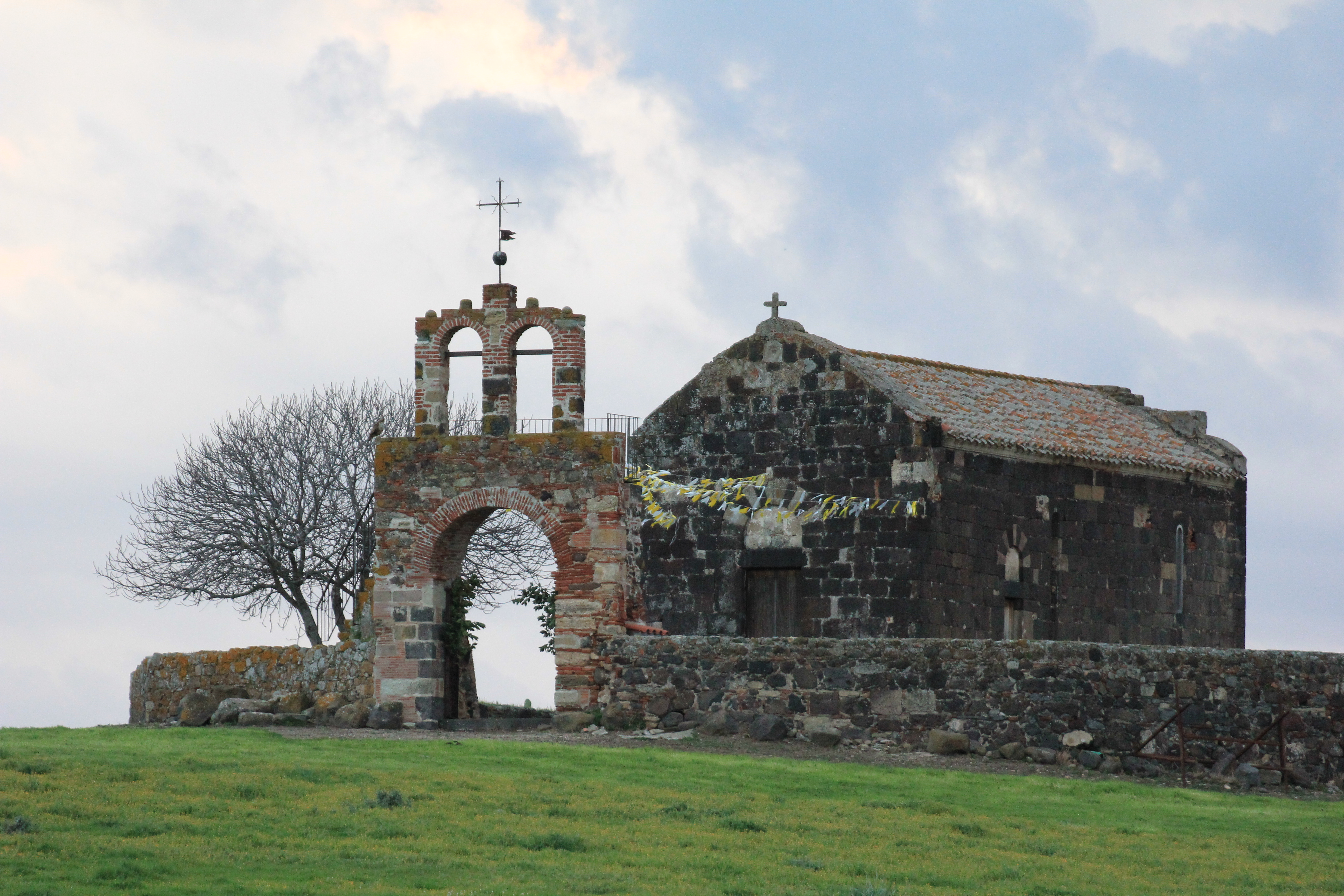
La chiesa di San Gregorio

Il 29 marzo 1410, in seguito al trattato di pace che sancisce la caduta del Giudicato di Arborea anche Solarussa entra a far parte del marchesato di Oristano, che diviene feudo regio in seguito alla sconfitta di Leonardo Alagon a Macomer il 19 maggio 1478 e che non fu più infeudato fino al XVIII secolo.
Con la caduta del Giudicato, i marchesi promossero ulteriormente la viticoltura che continuò a svilupparsi così che durante il Cinquecento le condizioni della zona si mantennero stabili e la popolazione riprese a crescere.

### Storia moderna e contemporanea
Nel 1637 i francesi tentano un'invasione dell'Isola dal golfo di Oristano bruciando e distruggendo numerosi paesi del circondario di Solarussa.
Verso il 1654 una nuova epidemia di peste colpisce i paesi del Campidano Maggiore, tra cui Solarussa e nuovamente nel 1680 decimando la popolazione.
Nel 1720 i Savoia prendono possesso dell'isola, trovando un paese spopolato e misero. Nel 1767, Solarussa come tutti i paesi del Campidano di Oristano tornò suo malgrado sotto un feudatario e le sue rendite furono concesse a Damiano Nurra col titolo di marchese di Arcais.
Nel 1807 passò dai Nurra ai Flores e nello stesso anno fu incluso nella provincia di Oristano, e successivamente (1839) fu riscattato ai suoi feudatari, mentre la sua economia continuava a poggiarsi sulle attività agricole, in particolare vi erano sviluppate l'ovicoltura e la produzione della vernaccia.
Nel 1848, abolita la provincia fu incluso nella divisione amministrativa di Oristano nella quale rimase fino al 1859, quando entrò a far parte della provincia di Cagliari.

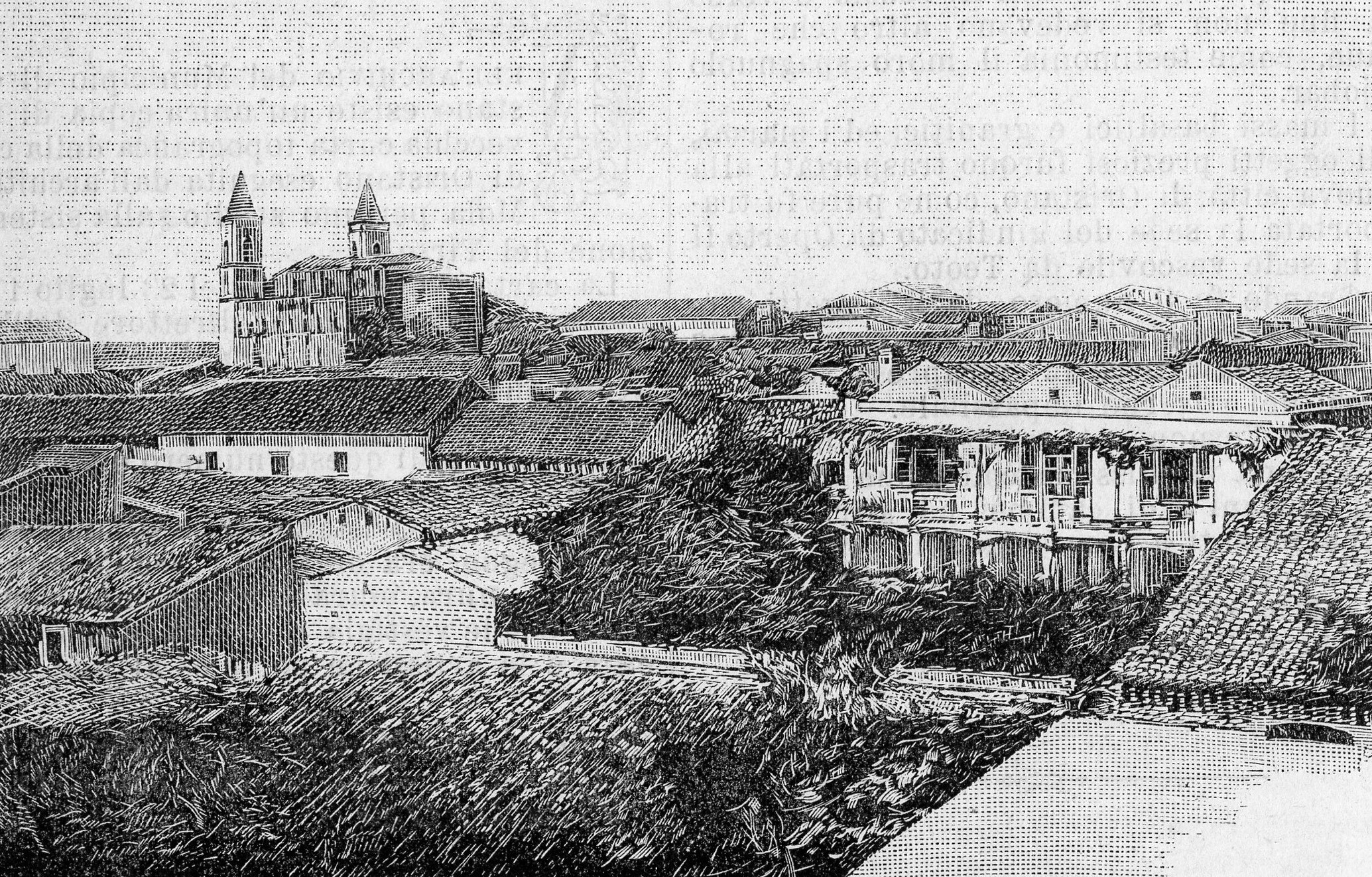
Solarussa (xilografia 1899)

Nella seconda metà del XIX secolo Solarussa entrò in crisi anche a causa della fillossera che devastò i suoi vigneti. Infine la guerra doganale con la Francia, verso la quale la maggior parte del vino veniva esportato, provocò una grave crisi e una notevole emigrazione che condusse ad un calo della popolazione.
Nel 1927 i comuni di Siamaggiore e Zerfaliu sono accorpati al comune di Solarussa divenendone frazioni. Nel 1946 Zerfaliu riacquista l'autonomia comunale. Nel 1950 anche Siamaggiore riacquista l'autonomia comunale.
Fino al 16 luglio 1974, data in cui fu costituita la provincia di Oristano, Solarussa apparteneva alla provincia di Cagliari.

### Simboli
Lo stemma e il gonfalone del comune di Solarussa sono stati concessi con decreto del presidente della Repubblica del 3 marzo 1983.
Il gonfalone è un drappo di giallo.

## Monumenti e luoghi d'interesse

### Architetture religiose
Nel comune di Solarussa sono presenti quattro chiese:
- Chiesa di San Gregorio Magno
- Chiesa parrocchiale di San Pietro
- Chiesa della Madonna delle Grazie
- Chiesa delle Anime, con annesso vecchio cimitero coperto, ormai quasi interamente distrutto

## Società

### Evoluzione demografica
Abitanti censiti

### Lingue e dialetti
La variante del sardo parlata a Solarussa è riconducibile alla Limba de mesania.

## Economia
Solarussa fu un centro agricolo romano di indubbia importanza. Le monete trovate nelle campagne fanno risalire la presenza romana nel territorio al 108 a.C.
L'influenza e le tradizioni latine nell'agricoltura di Solarussa sono dimostrate dalle parole del dialetto, dalla forma degli attrezzi e dai sistemi di agricoltura che ancora vi sopravvivono.
Sotto questo aspetto è particolarmente interessante l'attività vitivinicola, dove Solarussa ha acquistato rinomanza nella produzione della Vernaccia, vitigno che ha tratto il nome dalla sua stessa sede "vernacula", ossia vite del posto, termine squisitamente latino.

## Infrastrutture e trasporti

### Strade
Il collegamento del paese con il territorio circostante è garantito principalmente dalle strade provinciali 9 e 15, oltre che da alcune ulteriori arterie viarie minori.

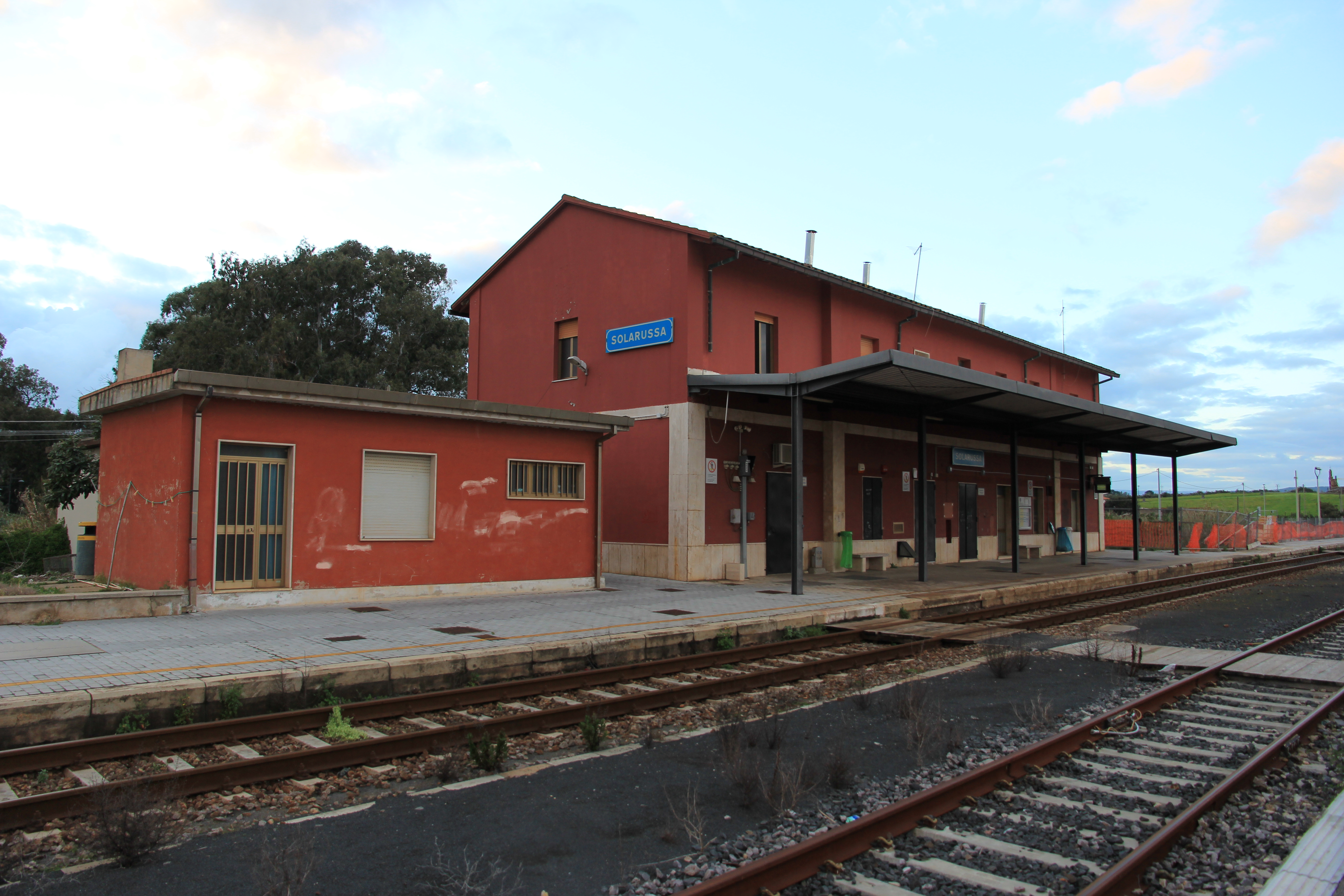
La stazione ferroviaria di Solarussa

### Ferrovie
Solarussa è servita dal 1880 dalla stazione di Solarussa: situata nella periferia est del paese e lungo la Dorsale Sarda, è gestita da RFI ed è servita dai treni di Trenitalia.

## Amministrazione
| Periodo         | Periodo         | Primo cittadino    | Partito                                          | Carica  | Note   |
| --------------- | --------------- | ------------------ | ------------------------------------------------ | ------- | ------ |
| 6 giugno 1993   | 27 aprile 1997  | Rosanna Marceddu   | lista civica                                     | Sindaco | [ 7 ]  |
| 27 aprile 1997  | 13 maggio 2001  | Piergiorgio Todde  | lista civica                                     | Sindaco | [ 8 ]  |
| 13 maggio 2001  | 28 maggio 2006  | Gianfranco Deidda  | liste civiche di centro-sinistra                 | Sindaco | [ 9 ]  |
| 28 maggio 2006  | 15 maggio 2011  | Antonangela Secchi | lista civica                                     | Sindaco | [ 10 ] |
| 15 maggio 2011  | 5 giugno 2016   | Enrico Marceddu    | lista civica "Dialogare per Costruire"           | Sindaco | [ 11 ] |
| 5 giugno 2016   | 11 ottobre 2021 | Gian Mario Tendas  | lista civica "Insieme"                           | Sindaco | [ 12 ] |
| 11 ottobre 2021 | in carica       | Gian Mario Tendas  | lista civica "Insieme per Solarussa e Pardu Nou" | Sindaco | [ 13 ] |